# Lâu đài Český Šternberk
Lâu đài Český Šternberk (tiếng Séc: Hrad Český Šternberk) được đặt tên theo ngôi làng cùng tên, thuộc huyện Benešov, trên đỉnh của một vách đá granit dốc đứng trên bờ phía tây của sông Sázava ở thị trấn Český ternberk, cách 50 km (31 mi) về phía đông nam thủ đô Prague (45 km (28 mi) đường chim bay). Lâu đài được xây dựng vào thế kỷ 13 Lâu đài Český Šternberk ngày nay là một di sản lịch sử và kiến trúc lâu đời, là một trong những lâu đài kiến trúc Gothic được bảo tồn tốt nhất.

## Lịch sử
Lâu đài ban đầu được xây dựng vào năm 1241 bởi Zdeslav ở Divisov, sau này được gọi là Zdeslav Sternberg. Sự phát triển của vũ khí mới trong thế kỷ 14 đã đặt ra một mối đe dọa bất ngờ đối với khả năng phòng thủ của lâu đài. Các kiến trúc sư từ thế kỷ 13 của lâu đài đã không lường trước được sự nguy hiểm của vũ khí tầm xa và việc gia cố lâu đài trở thành một điều cần thiết. Trong thời kỳ này, các công sự của lâu đài Český Šternberk đã được cải thiện thông qua việc xây dựng ở phía bắc của một tòa tháp ba tầng, được kết nối với lâu đài bằng một đoạn đường nối.
Năm 1467, lâu đài bị quân đội hoàng gia George of Poděbrady (Séc: Jiří z Poděbrad) chiếm giữ. Sau đó, lâu đài đổ nát đã được lấy lại bởi tầng lớp quý tộc của Šternberk, những người từ đầu thế kỷ 15 đến thế kỷ 16 đã xây dựng lại lâu đài, làm mới hệ thống phòng thủ và mở rộng nó bằng việc xây dựng một tòa tháp hình trụ mới ở phía nam. Lâu đài đã tồn tại sau sự cướp bóc của phiến quân năm 1627, trong Chiến tranh ba mươi năm.
Sau đó lâu đài trải qua các chủ sở hữu khác. Quyền sở hữu lâu đài đã được trả lại cho gia đình Sternberg vào năm 1841 khi Zdeněk của Sternberg từ nhánh Konopiště của gia đình mua nó. Lâu đài vẫn thuộc quyền sở hữu của Sternberg cho đến năm 1949 khi nó được "quốc hữu hóa" bởi chính phủ Cộng sản Tiệp Khắc. năm 1992, trở về với gia đình Sternberg, bá tước Zdeněk Sternberg, chủ sở hữu hiện tại của lâu đài.

## Kiến trúc
Lâu đài Český Šternberk ban đầu được xây dựng như một lâu đài gothic. Lâu đài đã trải qua một số giai đoạn tái thiết và củng cố. Đặc biệt là nội thất của lâu đài đã được hiện thực hóa theo phong cách Baroque và Rococo.

## Thư viện ảnh

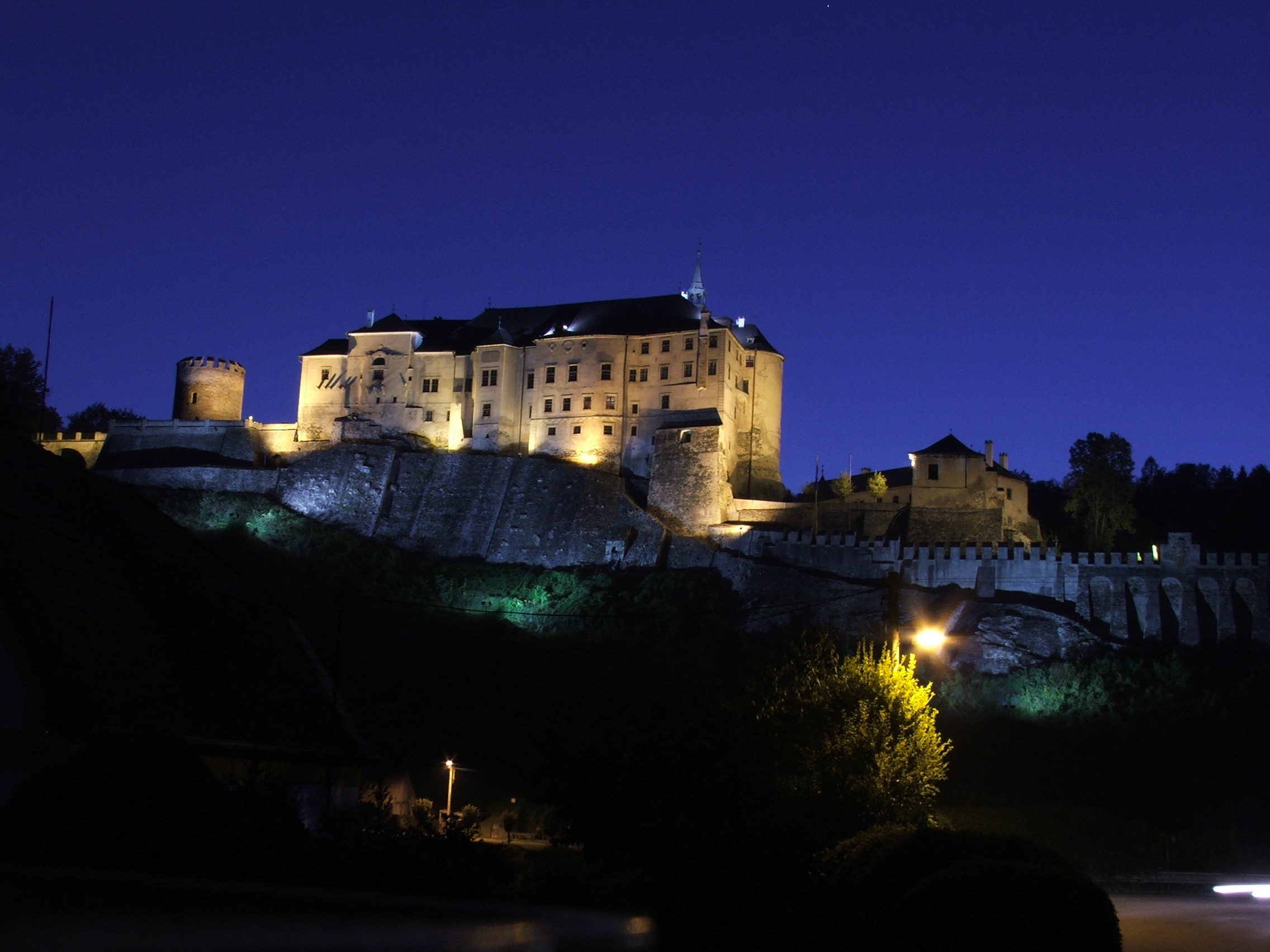
Český Šternberk Castle at dusk
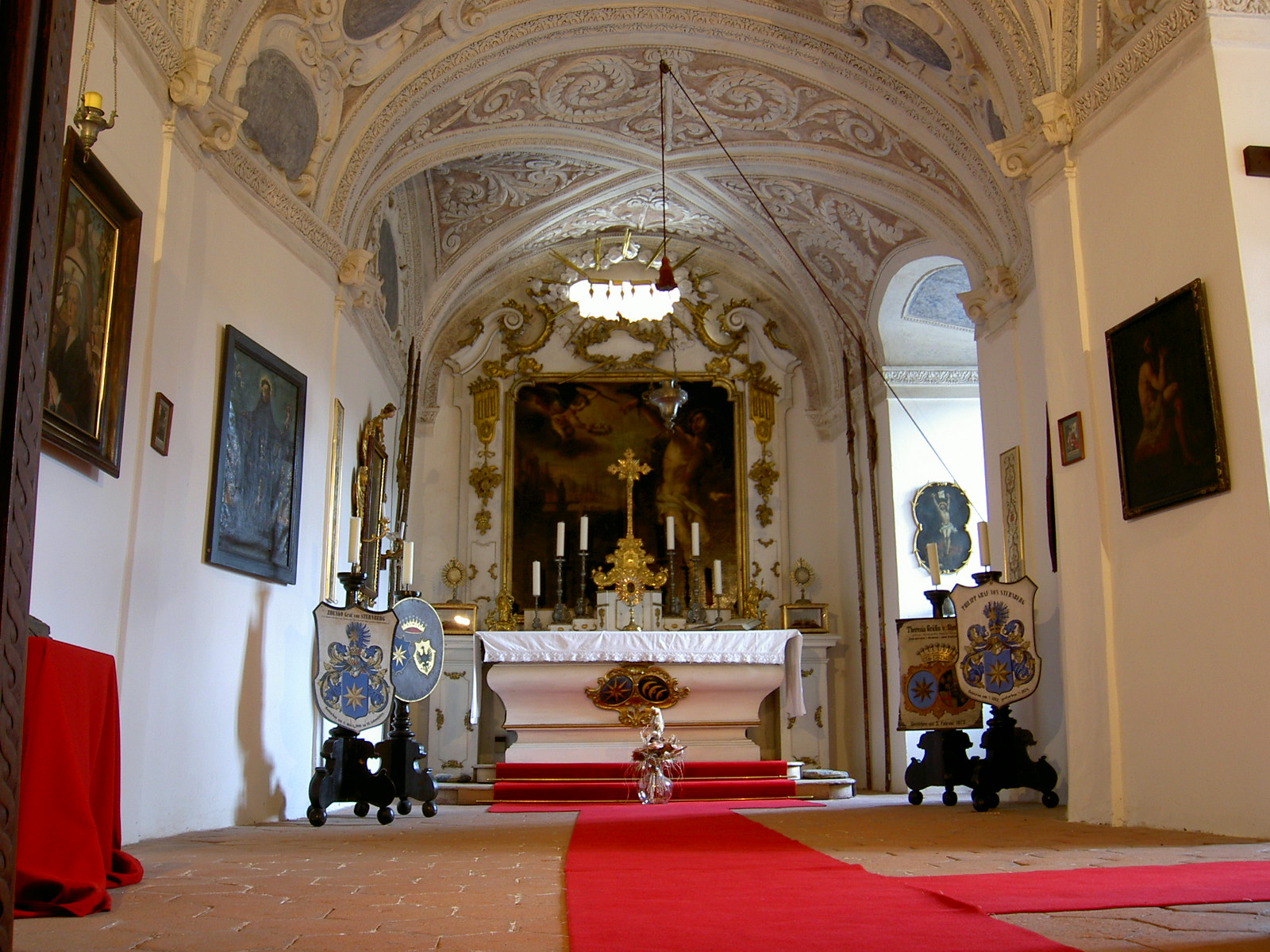
St. Sebastian chapel within the castle
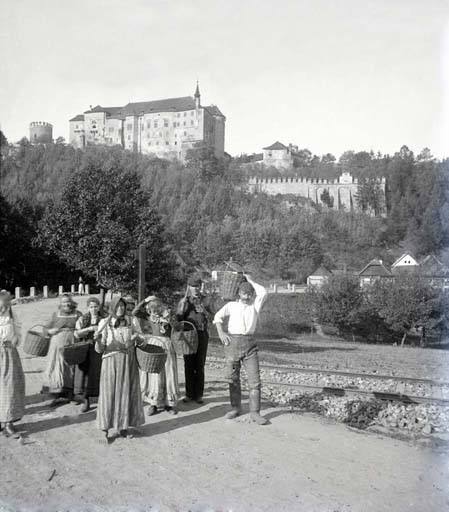
The castle in 1892
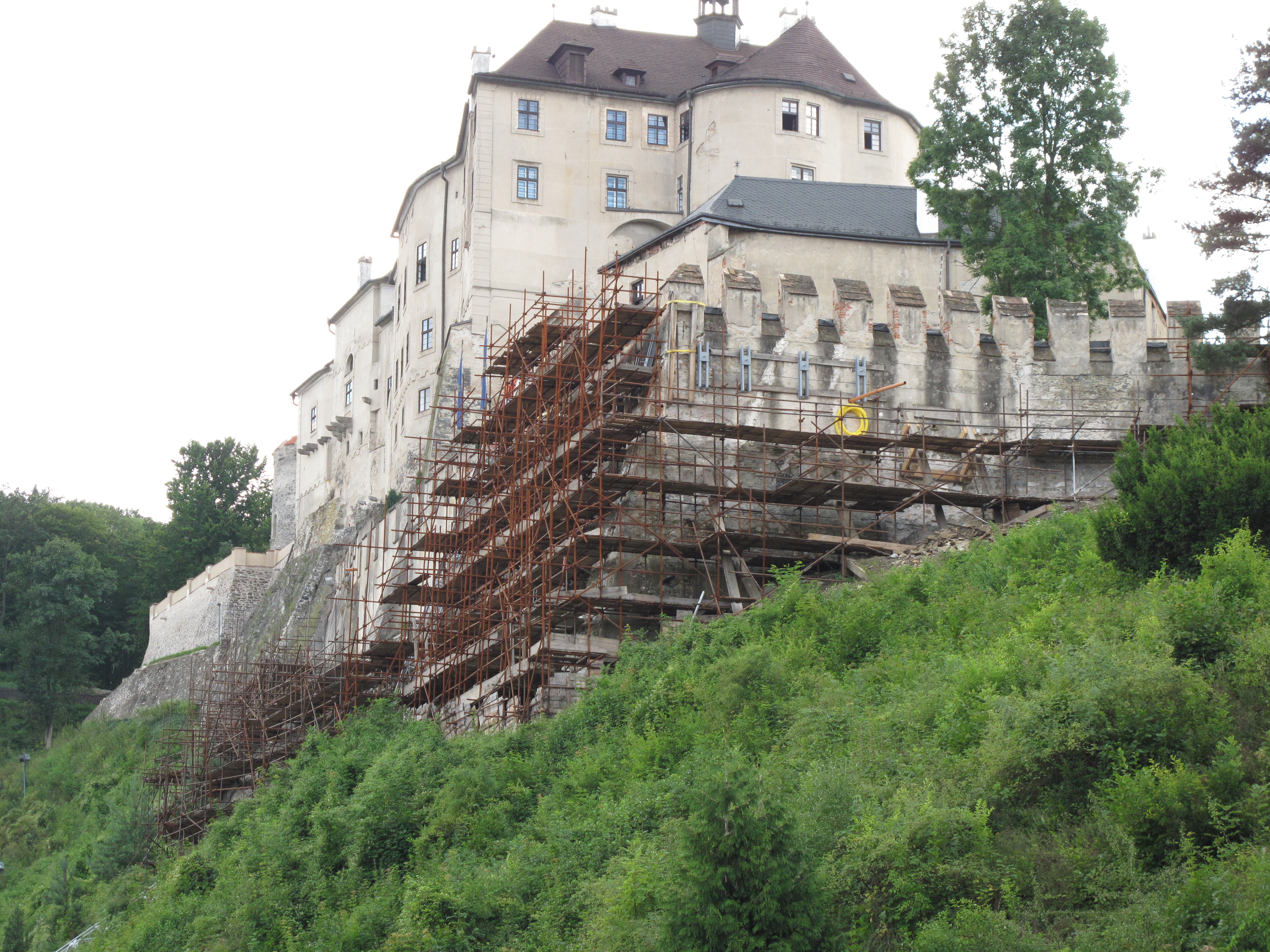
Minor reconstruction north of Český Šternberk castle in August 2010
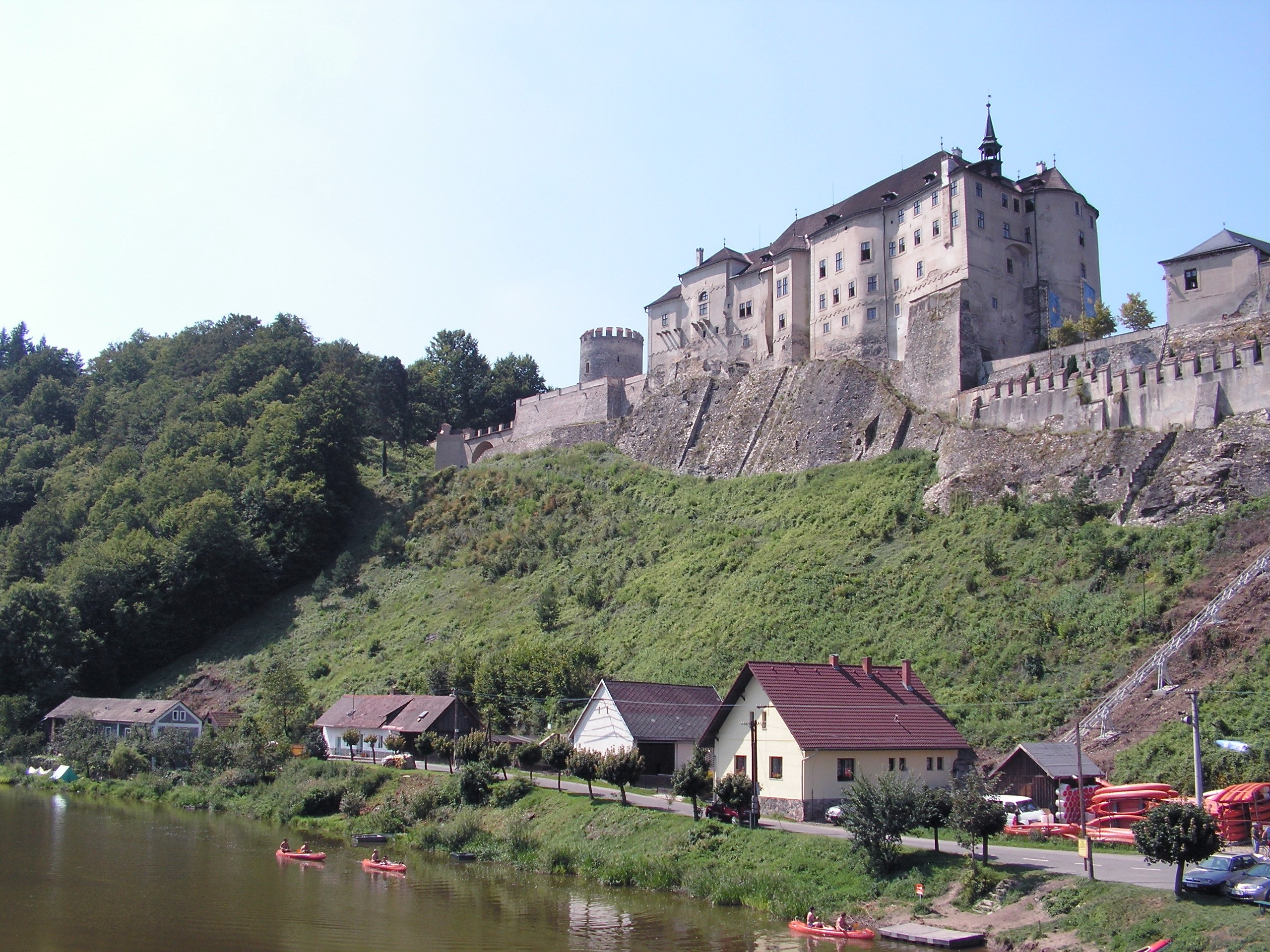
View from the bridge over Sázava to the castle